# Gelasma prasina
Gelasma prasina là một loài bướm đêm trong họ Geometridae.